# Ukrajna budapesti nagykövetsége
Ukrajna budapesti nagykövetsége Magyarország és Ukrajna kapcsolatainak egyik kiemelt intézménye. Rövid ideig az első világháború után is működött 1919–1921 között, majd a szovjetizálás után 1992-ben nyílt meg Budapesten. A nagykövetség Budapest XII. kerületében az Istenhegyi út 84/B szám alatt található. A külképviselet vezetője 2024. december 21-től Sándor Fegyir rendkívüli és meghatalmazott követ.

## Története

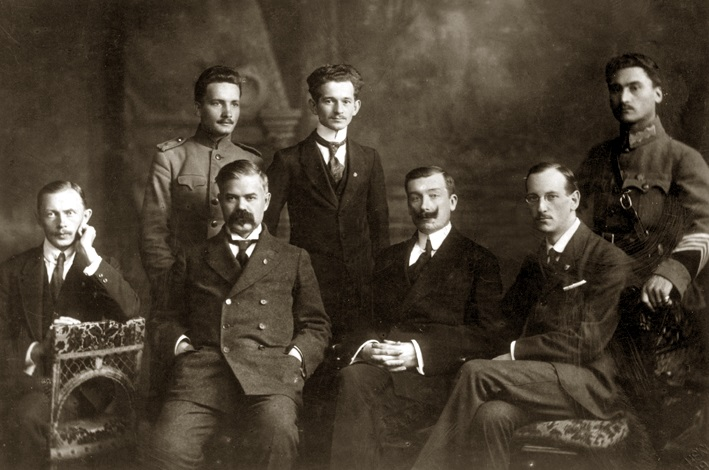
A budapesti ukrán diplomáciai misszió tagjai 1920 körül

Az első világháború végétől Ukrajna négy éven át folytatott fegyveres küzdelmet a függetlenségéért. Ezidő alatt, 1917-ben létrehozták az ukrán Külügyminisztériumot, és kialakították az ukrán diplomáciai hálózatot. Követségeket a jelentősebb európai birodalmaknál hoztak létre - (Weimari köztársaság, Osztrák–Magyar Monarchia, Oszmán Birodalom, Bulgária) -, más országokban - köztük Magyarországon is - képviselet működött követ nélkül. A budapesti képviselet személyzetében sok katonatiszt volt, hiszen szerepük is elsődlegesen a háború utáni időszak teendőiben volt, ami a magyar területeken rekedt ukrán származású hadifoglyok hazautazásának megszervezése volt. Mivel Ukrajna területén lengyel, szovjet, fehér és ukrán csapatok is harcoltak, ezért a fiatal állam közigazgatási felosztásának változása is befolyásolta az ukrán képviselet hatáskörét: egy időben külön missziója volt az Ukrán Népköztársaságnak és külön Nyugat-Ukrajnának. A budapesti képviselet működéséről 1925-ig maradtak fenn adatok - az utolsó években már bizonyára Szovjet-Oroszország fennhatósága alatt működött a csak ukránok ügyeivel foglalkozó misszió.
A Szovjetunió felbomlása után, a függetlenné vált Ukrajna a világon az első nagykövetségét Budapesten nyitotta 1992. március 26-án – akkor még a Nógrádi utca 8. szám alatt. A megnyitón Borisz Taraszjuk Ukrajna első külügyminisztere is jelen volt, az első ügyvivő, majd később nagykövet pedig Dmitro Tkacs lett. A nagykövetség a 2000-es évek elején néhány évig a Stefánia úton működött, majd 2006-tól már bizonyosan az Istenhegyi úti, 1997-ben épült ingatlanban működik.
Ukrajna másik magyarországi képviselete a nyíregyházi főkonzulátus.

## Misszióvezetők
1. Roman Hnatovics Jaroszevics (1919)
2. Mikola Mihajlovics Galagan (1919–1920)
3. Ljucij Remihijovics Kobiljanszkij (1920), ügyvivő
4. Volodimir Vasziljovics Szikevics (1920—1921)
5. Dmitro Ivanovics Tkacs (1992—1998)
6. Oreszt Dmitrovics Klimpus (1998—2002)
7. Vaszil Vasziljovics Durdinec (2002—2003)
8. Jurij Jurijovics Muska (2003—2006)
9. Dmitro Ivanovics Tkacs (2006—2010)
10. Jurij Jurijovics Muska (2010—2014)
11. Mihajlo Bejlovics Junher (2014—2016), ügyvivő
12. Ljubov Vaszilivna Nepop (2016—2022)
13. Balog István (2022—2024l), ideiglenes ügyvivő
14. Sándor Fegyir (2024. december 21-től)[8]